# Marpissa sulcosa
Marpissa sulcosa is een spinnensoort in de taxonomische indeling van de springspinnen (Salticidae).
Het dier behoort tot het geslacht Marpissa. De wetenschappelijke naam van de soort werd voor het eerst geldig gepubliceerd in 1958 door R. W. Barnes.